# Lutzmannstein
Lutzmannstein war eine Gemeinde im Landkreis Parsberg mit dem gleichnamigen Hauptort, der heute eine Wüstung im Truppenübungsplatz Hohenfels ist.

## Geographische Lage
Das Pfarrdorf lag im oberpfälzischen Jura der Südlichen Frankenalb etwa 6,5 km nordöstlich von Velburg auf ca. 475 m über NHN östlich des 574 m hohen Schloßberges.

## Geschichte
Der Ortsadel von Lutzmannstein/Leutzmannstein, ein Ministerialengeschlecht des Herzogtums Bayern, ist seit 1200 genannt. Nach dem Tod des letzten Lutzmannsteiners 1268 oder 1269 fiel die Herrschaft Lutzmannstein an die Wittelsbacher, die hier ein Amt errichteten und an Adelige als Pfleger verpfändeten. 1428 verkauften die Kemnather, seit 1397 Pfand- bzw. Leheninhaber der Herrschaft Lutzmannstein, die Herrschaft an Herzog Johann von Pfalz-Neumarkt, der seit der Teilung der Kurpfalz im Jahr 1410 von seiner Residenz in  Neumarkt aus über die „Obere Pfalz“ herrschte. Zu dieser Zeit gab es im Dorf Lutzmannstein sieben Anwesen, die der Herrschaft Lutzmannstein zinsten; auch besaß die Herrschaft ein Drittel des Zehents im Dorf. Außer über Lutzmannstein übte die Herrschaft die volle Gerichtsbarkeit über circa. 30 weitere Orte aus.
Unter Herzog Johann setzten sich die Belehnungen bzw. Verpfändungen mit der Herrschaft/Hofmark Lutzmannstein und damit auch mit dem Ort Lutzmannstein fort, so an die Notthaffts von Wernberg und deren Nachkommen bis 1541. Ihnen folgten die von Stieber / Stiebar von und zu Buttenheim bis 1662, danach die von Giese/Giesse. In deren Besitz blieb die Herrschaft Lutzmannstein bis zum Übergang an das Königreich Bayern. Im Herrschaftsgebiet übten auch andere Grundherren die niedere Gerichtsbarkeit aus, so das Kloster Kastl über zwei Höfe in Geroldsee. Nicht nur diesbezüglich gab es Auseinandersetzungen, sondern auch mit dem benachbarten Pflegamt Velburg der Wiesbecken um den Grenzverlauf.
1472 erhielt das Dorf Lutzmannstein unter Heinrich Nothaft dem Älteren zu Wernberg und Lutzmannstein durch den Bayernherzog Albrecht das Marktrecht. Eine Aufstellung aus dem 17. Jahrhundert nennt die Handwerke, die hier ausgeübt wurden; es gab je drei Schneider, Weber, Schuhmacher, Metzger, Maurer, zwei Krämer sowie je einen Schmied, Wagner, Küfer, Schreiner, Zimmermann, Ziegler, Wirt und Bader. Gegen Ende des Alten Reiches, um 1800, bestand der Markt Lutzmannstein aus 41 Anwesen und einem gemeindlichen Hirtenhaus; die Herrschaft Lutzmannstein besaß im Ort das Schloss, ein Amtshaus, ein Haus am Markt, das Forsthaus, das Brauhaus und den herrschaftlichen Kasten.
Im Königreich Bayern wurde um 1810 der Steuerdistrikt Lutzmannstein im Landgericht Parsberg (später Landkreis Parsberg) gebildet. Ihm gehörten neben dem Markt Lutzmannstein das Dorf Pielenhofen und die vier Weiler Breitenwinn, Grün, Judeneidenfeld und Kircheneidenfeld an. Mit dem zweiten bayerischen Gemeindeedikt von 1818 entstand, um Pielenhofen und Grün verkleinert, die Ruralgemeinde Lutzmannstein; über sie übten die Freiherren von Giese/Gise die Patrimonialgerichtsbarkeit II. Klasse mittels Gerichtshalter bis 1848 aus. Anschließend ging die Gerichtsbarkeit an das Landgericht Parsberg über.

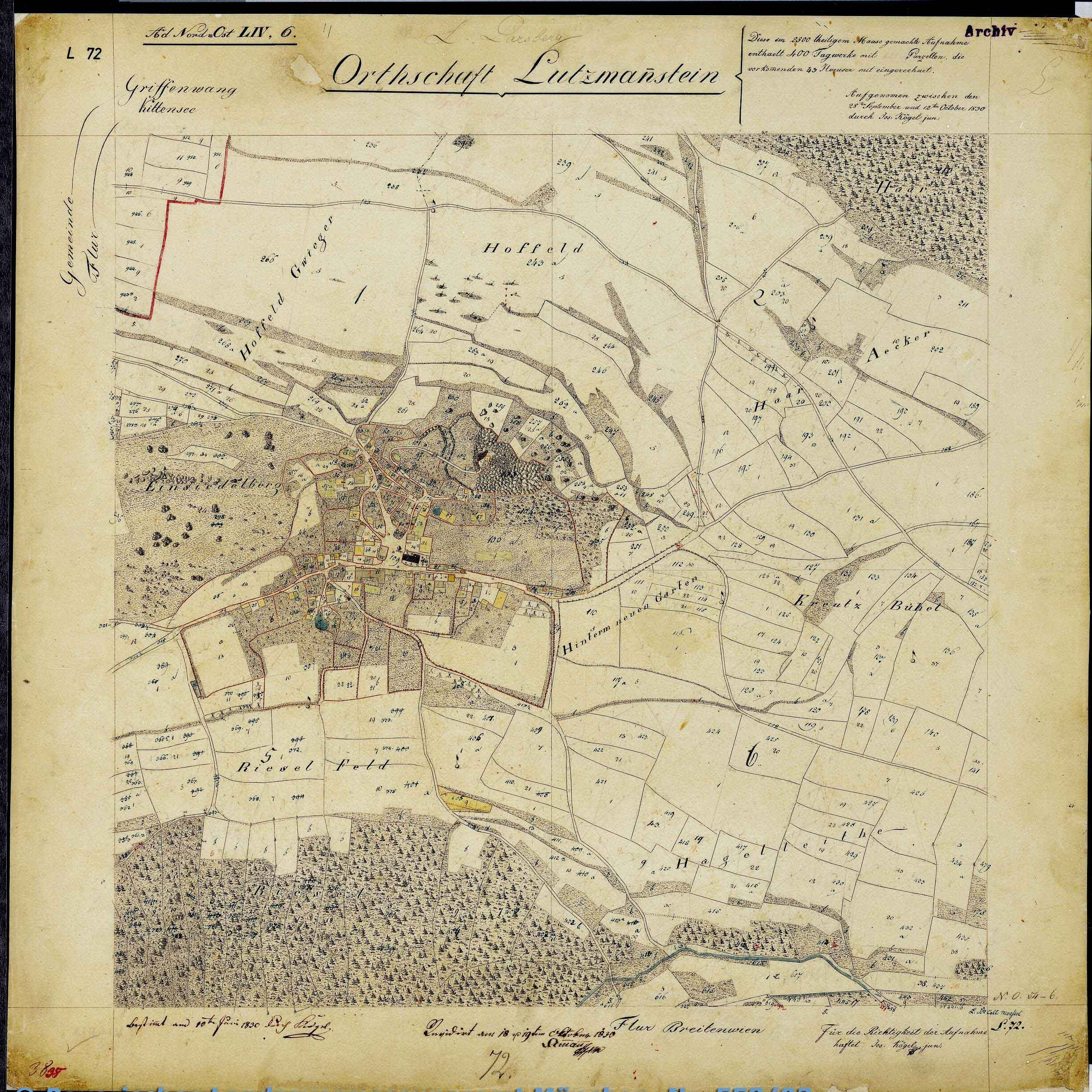
Der Markt im Grundriss, aufgenommen 1830 durch Jos. Kögel jun.

Zur Gemeinde Lutzmannstein kamen im 19. Jahrhundert als Gemeindeteile die 1830 erstmals erschienenen Einöden Karlsberg und Philippsberg hinzu, außerdem vor 1871 die nach ihrem Besitzer Georg Lehl benannte Einöde Georgenthal. Im 20. Jahrhundert wurde die Gemeinde noch einmal vergrößert, indem am 1. Januar 1946 der Weiler Weidenhüll mit seiner Kirche von Frabertshofen nach Lutzmannstein umgemeindet wurde.
Als 1951 für die US- und NATO-Truppen der Truppenübungsplatz Hohenfels erneut eingerichtet wurde, genügte dafür nicht das Gebiet des von 1944 bis 1949 bestehenden Heeresgutsbezirks Hohenfels (seit 1950 provisorische Gemeinde Nainhof-Hohenfels). Der westlichen Erweiterung des neuen Truppenübungsplatzes mussten vier weitere Gemeinden weichen, neben Geroldsee, Griffenwang und Pielenhofen auch die Gemeinde Lutzmannstein. Durch Truppenübungen wurden alle acht Orte der Gemeinde Lutzmannstein (Lutzmannstein, Breitenwinn, Georgenthal, Judeneidenfeld, Karlsberg, Kircheneidenfeld, Philippsberg, Weidenhüll) allmählich zerstört. Teilweise haben sich, wie in Lutzmannstein, Reste der Bebauung erhalten, teilweise sind die Orte zu völligen Wüstungen ohne obertägige bauliche Reste geworden. Im Zuge der Gebietsreform in Bayern wurde das gesamte Erweiterungsgebiet am 1. Oktober 1970 der Stadt Velburg zugeschlagen.

### Gebäude- und Einwohnerzahlen
Das Dorf Lutzmannstein  hatte im Jahr
- 1808: 202 „Seelen“, Ort mit Schloss und herrschaftlichem (Baron von Giese) Brauhaus, mit Pfarrer und Schule, mit 9 Pferden und 17 Ochsen[11]
- 1867: 192 Einwohner, 92 Gebäude, 2 Kirchen, Schule, Schloss mit Kapelle[12]
- 1871: 229 Einwohner, 95 Gebäude, an Großviehbestand 1873 5 Pferde, 104 Stück Rindvieh[13]
- 1900: 192 Einwohner, 46 Wohngebäude,[14]
- 1925: 236 Einwohner, 47 Wohngebäude[15]
- 1938: 224 Katholiken[16]
- 1950: 296 Einwohner, 50 Wohngebäude[17]

Die Gemeinde Lutzmannstein von 1002,94 ha (Stand 1900) umfasste
- 1867: 269 Einwohner, 132 Gebäude in 6 Orten[12]
- 1871: 327 Einwohner (Katholiken), 142 Gebäude, 54 Wohngebäude in 7 Orten[13]
- 1900: 282 Einwohner (Katholiken), 61 Wohngebäude in 7 Orten[14]
- 1925: 329 Einwohner (327 Katholiken, 2 Sonstige), 62 Wohngebäude in 7 Orten[15]
- 1950: 441 Einwohner, 74 Wohngebäude in 8 Orten[17]

### Kirchliche Verhältnisse
- Die Orte der Gemeinde gehörten zur katholischen Pfarrei Lutzmannstein im Bistum Eichstätt, Dekanat Velburg, sie war nach Einführung der Reformation in Pfalz-Neuburg 1542 durch Abtrennung von der Pfarrei Oberweiling gebildet worden.[18] 1675 bis 1758 war Lutzmannstein mit Pielenhofen, Bistum Regensburg, vereint.[19] In die katholische Schule Lutzmannsteins, erstmals 1582 genannt, gingen im 19./20. Jahrhundert die Kinder aus der gesamten Gemeinde. Die St. Ottilienkapelle des Schlosses ist erstmals 1455 genannt. 1480 ist auch eine untere Kapelle, die spätere Pfarrkirche St. Maria und St. Lucia erwähnt; sie wurde 1709 umgebaut.[20] Die Pfarrei Lutzmannstein wurde erst zum 1. Februar 2020 offiziell aufgelöst.
- Die Protestanten der Gemeinde gehörten um 1925 zur evangelisch-lutherischen Pfarrei Neumarkt i. d. Opf., um 1950 zum exponierten Vikariat Parsberg.[15][17]

## Bau- und Bodendenkmäler
- Ehemalige Pfarrkirche St. Maria und St. Lucia, erhaltene Außenmauern und Reste der Wölbung[21]
- Ehemaliges Schloss von 1730, erhaltene Außenmauern bis zum 1. Obergeschoss, Portal mit Pilasterrahmung
- Reste der Grundmauern der gotischen Schlosskapelle St. Ottilia
- Ruine des spätmittelalterlichen Torhauses zur Burg
- Archäologische Befunde des Mittelalters und der frühen Neuzeit in der Wüstung Lutzmannstein[22]